# Die Entfernung zwischen dir und mir und ihr
Die Entfernung zwischen dir und mir und ihr ist ein deutscher Spielfilm der DEFA von Michael Kann aus dem Jahr 1988.

## Handlung
Die Journalistin Marga bekommt von ihrem Chefredakteur den Auftrag, eine Rocksängerin aus dem Prenzlauer Berg in Berlin zu interviewen. Da sie das nur als Vertretung für einen Kollegen erledigen soll, will sie die Angelegenheit völlig emotionslos bearbeiten. Die Antworten Annes machen sie aber neugierig und als dann noch Robert, der ehemalige Freund der Sängerin, in der Wohnung erscheint, beginnt sie das Thema zu interessieren. Robert heiratete früh, wurde wieder geschieden und konnte sich als Synchronautor mit seinem Regisseur nicht einigen. Er arbeitet nun in einem Antiquariat, wo er Bücher verkauft und Gedichte schreibt, mit denen er jedoch noch nicht zufrieden ist. Anne, die mal Zerspanungsfacharbeiterin (Drehen, Bohren, Fräsen) war, bevor ihr Gesangstalent entdeckt wurde, die ein ausgeprägtes Temperament hat und viel zähen Ehrgeiz und die doch auch Momente des Selbstzweifels kennt und mit der Lust am Provozieren Sex als ihr Hobby bezeichnet – was hat es mit der auf sich? Das alles zieht Marga, alleinstehend mit Kind, glatt, kühl und selbstsicher und in ihrem Beruf von routinierter Tüchtigkeit, in den Bann. Es entwickelt sich eine Dreiecksgeschichte. Ursprünglich wollte Marga von Robert nur noch einige Informationen über Anne einholen, aber sie verliebt sich in ihn. Die Zeit zeigt aber, dass Robert nicht ohne Anne sein kann und es umgekehrt genauso ist. Für Marga ist die Trennung von Robert die einzige Möglichkeit.

## Produktion
Die Entfernung zwischen dir und mir und ihr wurde von der Künstlerischen Arbeitsgruppe „Johannisthal“ auf ORWO-Color gedreht und hatte seine Uraufführung am 27. Mai 1988 zum „Kinosommer 88“ im Kulturhaus 7. Oktober in Suhl. Bereits am 12. Mai 1988 erlebte der Film eine Voraufführung beim 5. Nationalen Spielfilmfestival in Karl-Marx-Stadt. Die Erstausstrahlung im 1. Programm des Fernsehens der DDR erfolgte am 7. Dezember 1989. In den Kinos der Bundesrepublik kam der Film ab dem 5. April 1990 zur Aufführung.

## Kritik
In der Berliner Zeitung meinte Detlef Friedrich: „Ein spezifisches Lebensgefühl wurde zu treffen versucht, und soweit ich es beurteilen kann getroffen. Das von begabten, intelligenten, schon erfahrenen, verletzlichen Zeitgenossen, die mit 30 noch unterwegs sind. Von Großstadtbewohnern, die mehr in sich spüren, als sie geschafft haben. Die an sich zweifeln, an sich arbeiten. Die auch andere kritisieren.“
Horst Knietzsch schrieb im Neuen Deutschland: „Der Film erzählt eine pointierte, flotte Geschichte (Szenarium: Stefan Kolditz) um Leute, die in die richtige Richtung wollen, aber im Grunde Spätentwickler sind. Da es ihnen meist an Orientierung fehlt, rennen sie im Zickzack oder im Kreise, leben und gebärden sie sich manchmal wie eine Imitation des Typus, den der französische Regisseur Godard einmal als Kinder von ‚Marx und Coca Cola‘ charakterisiert hat.“
Das Lexikon des internationalen Films nannte den Film eine kommerziell orientierte DEFA-Komödie, die sich um Leichtigkeit und die Darstellung des Lebensgefühls junger Berliner Intellektueller bemüht. Doppelbödig und weitgehend reizvoll.

## Auszeichnungen
- 1988: 5. Nationales Spielfilmfestival der DDR Karl-Marx-Stadt: Bester männlicher Nachwuchsdarsteller Jörg Simonides
- 1988: 5. Nationales Spielfilmfestival der DDR Karl-Marx-Stadt: Preis für Szenarium an Stefan Kolditz
- 1989: Förderpreis beim 10. Filmfestival Max Ophüls Preis Saarbrücken